# 大原薬品工業
大原薬品工業株式会社（おおはらやくひんこうぎょう）は、滋賀県甲賀市に本社を置くジェネリック医薬品メーカーである。
事業内容は、医療用医薬品・原料医薬品・オーファン薬の研究開発、製造、販売および、輸入・輸出業務など。 「創造と共生」を社是に「原薬から製剤までの一貫生産が出来る医薬品メーカー」として、業界発展の一翼を担う歩みを続けている。

## 沿革
- 1964年 - 原料医薬品を製造・販売することを目的に設立
- 1979年 - 医療用医薬部門に進出
- 2001年 - 伊藤忠ケミカルフロンティア、稲畑産業、CBCと資本提携。医薬品開発力・製造能力・営業網と世界的ネットワークが協調することにより、安定供給体制の強化を図る。
- 2008年 - R&Dセンターが稼動
- 2015年 - プロダクトセンター・鳥居野工場が完成
- 2020年 - 武田テバ薬品甲賀工場を、当社子会社の株式会社CAT市場工場とする
- 2022年 - 子会社の株式会社CATを吸収合併

## 拠点
- 本社・プロダクトセンター、R&Dセンター、鳥居野工場 - 滋賀県甲賀市甲賀町鳥居野121-15
- 東京本社 - 東京都中央区明石町8-1　聖路加タワー36F
- 神工場 - 滋賀県甲賀市甲賀町神2582
- 市場工場 - 滋賀県甲賀市甲賀町大原市場3
- 2nd Labo. - 滋賀県甲賀市甲賀町大原市場43-1

## 加盟団体
- 大阪医薬品協会
- 日本医薬品原薬工業会
- 滋賀県薬業協会
- 甲賀市工業会